# 苏昂塞欧佩什
苏昂塞欧佩什（法語：Souancé-au-Perche，法語發音：[swɑ̃se o pɛʁʃ]，意为“在佩什的苏昂塞”）是法国厄尔-卢瓦省的一个市镇，位于该省西部，属于诺让勒罗特鲁区。

## 地理
苏昂塞欧佩什（48°16'1"N, 0°51'17"E）面积18.94 平方千米，位于法国中央-卢瓦尔河谷大区厄尔-卢瓦省，该省份为法国北部内陆省份，北起顺时针与厄尔省、伊夫林省、埃松省、卢瓦雷省、卢瓦-谢尔省、萨尔特省和奧恩省接壤。
与苏昂塞欧佩什接壤的市镇（或旧市镇、城区）包括：库德赖欧佩什、莱塞蒂约、圣让皮耶尔菲克斯特、特里宰-库特勒托-圣塞尔日、维谢尔、瓦勒欧佩什。
苏昂塞欧佩什的时区为UTC+01:00、UTC+02:00（夏令时）。

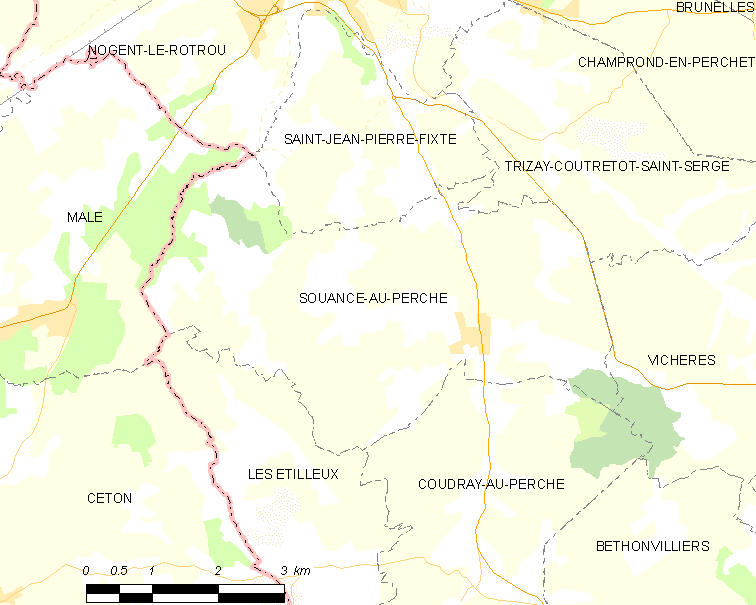
苏昂塞欧佩什的OSM定位图

## 行政
苏昂塞欧佩什的邮政编码为28400，INSEE市镇编码为28378。

## 政治
苏昂塞欧佩什所属的省级选区为诺让勒罗特鲁县。

## 人口

1962-2008年间苏昂塞欧佩什人口变化图示

苏昂塞欧佩什于2022年1月1日时的人口数量为496人。